# Margical History Tour
Margical History Tour, llamado Margica gira histórica en España y El recorrido histórico de Marge en Hispanoamérica, es un episodio perteneciente a la decimoquinta temporada de la serie animada Los Simpson, emitido originalmente el 8 de febrero de 2004. El episodio fue escrito por Brian Kelley y Mike B. Anderson. Consta de tres mini capítulos: Enrique VIII, Lewis y Clark y Sacagawea, y Mozart y Salieri.
El nombre del episodio en inglés es una referencia al álbum de The Beatles, Magical Mystery Tour.

## Sinopsis
Todo comienza cuando Marge lleva a Bart, Lisa, y Milhouse a buscar libros a la biblioteca para sus trabajos escritos de la escuela, pero solo encuentran panfletos, cartas de Yu-Gi-Oh!, manuales de instrucciones y desposeídos. Entonces Marge accede a contarle a los niños tres historias basadas en la realidad.

### Enrique VIII
El rey Enrique VIII (Homer) se siente infeliz ante el hecho de que su esposa Margarita de Aragón (Marge) había dado a luz a una niña, María (Lisa). Incapaz de ejecutar a Margarita sólo porque su padre es el rey de España, Enrique intenta tener más de una esposa. Margarita, entonces, pide el divorcio, obligando a Enrique a dividir su reino. El rey se casa con Ana Bolena (Lindsey Naegle) y nueve meses después, esta se disculpa ante Enrique por haberle dado otra hija, siendo ejecutada. Enrique se casa con varias veces, sólo para tener más y más hijas. Finalmente, luego de muchos años de ejecuciones, Enrique se encuentra viejo y enfermo, reposando en su cama con Margarita a su lado. Le pide perdón por haberla encerrado en un sótano y le pide si quiere ser su reina otra vez. Ella acepta, para, acto seguido, asfixiarlo hasta la muerte con una almohada. Marge cuenta cómo la hija de Enrique y Ana Bolena, Isabel I se convierte en la reina más famosa de Inglaterra, y según Marge, hubo una época dorada y "las actrices inglesas siempre tuvieron un papel que interpretar al llegar a cierta edad".

### Lewis y Clark y Sacagawea
Lewis (Lenny) y Clark (Carl) son designados para explorar el Oeste por el presidente Thomas Jefferson (el Alcalde Quimby). Un día, se encuentran con una tribu de nativos, liderados por el Jefe Homero, quien les ofrece como guía a su hija, Sacagawea (Borincana, en Hispanoamérica, reencarnada por Lisa). Sacagawea les da muchos consejos sobre cómo sobrevivir en la tierra, incluyendo cómo ahuyentar a un león de montaña, pero pronto se cansa de los modales y de la estupidez de los exploradores. Finalmente, los deja en dirección a su casa. Pronto se encuentra con un león de montaña, pero antes de que éste pueda atacarla, Lewis y Clark la salvan usando los consejos que ella les había impartido. El grupo llega al Océano Pacífico y comienzan a discutir, hasta que todo acaba con Lewis y Clark nombrando el lugar como Eugene, Oregón. Los dos exploradores recompensan a Sacagawea creando la moneda de Sacagawea, la cual (según la explicación de Marge) puede ser cambiada por un dólar de verdad.

### Mozart y Salieri
Wolfgang Amadeus Mozart (Bart) es un gran éxito en Viena, tocando canciones en el piano al estilo de un concierto de rock. Antonio Salieri (Lisa) envidia el éxito y la fortuna de Mozart, especialmente cuando éste gana el Premio al Mejor Compositor. En la siguiente ópera de Mozart, Salieri le sirve al emperador (Montgomery Burns) vino mezclado con una poción para dormir. La ópera es un éxito, hasta que la audiencia oye roncar al emperador en su balcón. El público, acostumbrado a imitarlo, comienza a dormir a su vez. El fracaso de la ópera hace decaer la popularidad de Mozart, y provoca que éste caiga enfermo de una mortífera fiebre. En el lecho de muerte de Mozart, Salieri le dice que deseaba arruinarle la vida, pero no matarlo. Mozart confiesa que siempre había admirado el trabajo de Salieri y que pensaba que sería recordado más que él; sin embargo, su joven muerte dejaba asegurado que él y su música quedarían inmortalizados para siempre. Al día siguiente, Salieri visita la corte del emperador para presentarle su trabajo, pero ya habían quedado impresionados con Beethoven (Nelson). Enojada, Salieri toma un carruaje hacia el sanatorio mental y ríe histéricamente mientras que el vehículo se aleja. 
Lisa nota que la versión de Marge sobre las vidas de Mozart y Salieri no era la versión real, ya que Mozart y Salieri tenían una mejor relación en sus tiempos, asegurando que la historia estaba basada en la película Amadeus. Homer dice que la persona que había actuado como Mozart también había protagonizado Animal House, y canta la canción de la película durante los créditos.